# 岡田菊三郎
岡田 菊三郎（おかだ きくさぶろう、1897年（明治30年）1月13日 - 1985年（昭和60年）1月22日）は、日本の陸軍軍人。最終階級は陸軍少将。

## 経歴
京都府出身。岡田安次郎の二男として生まれる。大阪陸軍地方幼年学校、中央幼年学校を経て、1918年（大正7年）5月、陸軍士官学校（30期）を卒業。同年12月、歩兵少尉に任官し歩兵第9連隊付となる。台湾歩兵第2連隊付などを経て、1927年（昭和2年）12月、陸軍大学校（39期）を卒業した。
1928年（昭和3年）3月、歩兵第9連隊中隊長に就任。1929年（昭和4年）3月、独立守備隊司令部付となり、歩兵第9連隊副官、第16師団参謀、関東軍司令部付（満州国軍軍事顧問）を務め、1933年（昭和8年）12月、歩兵少佐に進級。1935年（昭和10年）1月、陸軍省整備局課員となり、同年3月、内閣資源局課員を兼務した。1937年（昭和12年）11月、歩兵中佐、1939年（昭和14年）8月、歩兵大佐に昇進した。
1939年9月、支那派遣軍司令部付に発令され日中戦争に出征。1940年（昭和15年）3月、整備局戦備課長に就任。1943年（昭和18年）3月、第15師団参謀長に発令され中国戦線に出征し、その後、ビルマに転じた。同年8月、陸軍少将に進級。第15師団参謀長としてインパール作戦に参戦。1944年（昭和19年）10月、陸軍燃料本部付に発令され、同年12月に着任。1945年（昭和20年）3月、軍需省軍需官（火薬対策班長）に就任し終戦を迎えた。同年12月、予備役に編入。その後、1947年（昭和22年）1月まで復員官を務めた。同年11月28日、公職追放仮指定を受けた。

## 栄典
勲章
- 1944年（昭和19年）8月15日  - 勲二等瑞宝章[6]